# Tomáš Kapusta
Tomáš Kapusta (* 23. Februar 1967 in Gottwaldov, Tschechoslowakei) ist ein ehemaliger tschechischer Eishockeyspieler, der in seiner aktiven Zeit von 1983 bis 2004 unter anderem drei Mal den tschechischen Meistertitel gewann.  

## Karriere
Tomáš Kapusta begann seine Karriere als Eishockeyspieler in seiner Heimatstadt in der Nachwuchsabteilung des TJ Gottwaldov, für dessen Profimannschaft er von 1983 bis 1987 in der 1. Liga, der höchsten tschechoslowakischen Spielklasse, aktiv war. Anschließend spielte der Flügelspieler je ein Jahr lang für dessen Ligarivalen ASD Dukla Jihlava und HC Dukla Trenčín. Zur Saison 1989/90 kehrte er zunächst nach Gottwaldov zurück, für das er in 16 Spielen 14 Scorerpunkte, davon neun Tore, erzielte. Daraufhin schloss er sich kurz nach Saisonbeginn den Cape Breton Oilers an. Für das Farmteam der Edmonton Oilers, die ihn bereits im NHL Entry Draft 1985 in der fünften Runde als insgesamt 104. Spieler ausgewählt hatten, spielte er in den folgenden zweieinhalb Jahren in der American Hockey League.
Zur Saison 1992/93 erhielt Kapusta einen Vertrag bei HPK Hämeenlinna aus der finnischen SM-liiga. Bereits in seiner ersten Spielzeit bei HPK erhielt er die Aarne-Honkavaara-Trophäe als ligaweit bester Torschütze. Nach einem weiteren Jahr in Hämeenlinna, spielte er zwischen 1994 und 1996 für dessen Ligarivalen Lukko Rauma und Ässät Pori. In den Spielzeiten 1996/97 und 1997/98 stand der ehemalige Nationalspieler und Olympiateilnehmer von 1994 in seiner tschechischen Heimat für den HC Petra Vsetín aus der Extraliga auf dem Eis und gewann in beiden Jahren mit seiner Mannschaft den tschechischen Meistertitel. Die Saison 1998/99 begann er in Finnland bei den Espoo Blues, wechselte jedoch bereits nach nur sieben Spielen zurück in die Extraliga zu seinem mittlerweile in HC Zlín umbenannten Heimatverein. 
In der Saison 1999 absolvierte Kapusta insgesamt 18 Spiele für die San Jose Rhinos aus der professionellen Inlinehockeyliga Roller Hockey International. Deren Spielbetrieb fand während der Sommerpause im Eishockey statt. Anschließend trat er in der Saison 1999/2000 für die Muskegon Fury in der United Hockey League an. Zudem bestritt er in dieser Spielzeit eine Partie für die Cleveland Lumberjacks aus der International Hockey League. Auch in der Folgezeit blieb der Tscheche zunächst in Nordamerika und spielte von 2000 bis 2003 für die Long Beach Ice Dogs in der West Coast Hockey League. In der Saison 2003/04 schnürte er noch einmal die Schlittschuh für den HC Zlín, mit dem er zum Abschluss seiner Karriere noch einmal Tschechischer Meister wurde. Anschließend beendete er seine aktive Laufbahn im Alter von 37 Jahren. 

### International
Für die Tschechoslowakei nahm Kapusta an der Junioren-Weltmeisterschaft 1987 teil. Für Tschechien nahm er an der Weltmeisterschaft 1993 sowie den Olympischen Winterspielen 1994 in Lillehammer teil. Bei der WM 1993 gewann er mit seiner Mannschaft die Bronzemedaille.  

## Erfolge und Auszeichnungen
- 1993 Aarne-Honkavaara-Trophäe
- 1997 Tschechischer Meister mit dem HC Petra Vsetín
- 1998 Tschechischer Meister mit dem HC Petra Vsetín
- 2004 Tschechischer Meister mit dem HC Zlín

### International
- 1984 Silbermedaille bei der U18-Junioren-Europameisterschaft
- 1985 Silbermedaille bei der U20-Junioren-Weltmeisterschaft
- 1987 Silbermedaille bei der U20-Junioren-Weltmeisterschaft
- 1993 Bronzemedaille bei der Weltmeisterschaft